# Paradecta gratiosa
Paradecta gratiosa är en spindelart som beskrevs av Bryant 1950. Paradecta gratiosa ingår i släktet Paradecta och familjen hoppspindlar. Inga underarter finns listade i Catalogue of Life.